# 國家廣播電視總局
国家广播电视总局（英語：National Radio and Television Administration），标准简称广电总局，亦简称国家广电总局，是中华人民共和国国务院负责监督管理广播电视工作的正部级直属机构。
国家广播电视总局主要负责推动上级机构的编辑方针，拟订广播电视管理的政策措施并督促落实，统筹规划和指导协调广播电视事业、产业发展，推进广播电视领域的体制机制改革，监管、审查广播电视与网络视听节目内容和质量，负责广播电视节目的进口、收录和管理，协调推动广播电视领域走出去工作等工作。

## 沿革
2018年3月17日第十三届全国人民代表大会第一次会议通过《第十三届全国人民代表大会第一次会议关于国务院机构改革方案的决定》，批准《国务院机构改革方案》。方案规定：“组建国家广播电视总局。在国家新闻出版广电总局广播电视管理职责的基础上组建国家广播电视总局，作为国务院直属机构。不再保留国家新闻出版广电总局。”原国家新闻出版广电总局的新聞出版管理和電影管理職責均被划归中共中央宣传部，後者加挂國家新聞出版署（国家版权局）和国家电影局兩塊牌子。
2018年3月22日，国务院下发《国务院关于机构设置的通知》（国发[2018]6号），在“国务院直属机构”一节中，明确国家广播电视总局屬於国务院直属机构。国家新闻出版署（国家版权局）也作为国务院直属机构，牌子挂在中共中央宣传部，新闻出版、著作权管理职能由其承担。
2018年4月16日，新组建的国家广播电视总局正式挂牌。
2020年8月31日，根据国家发展改革委《关于全面推开行业协会商会与行政机关脱钩改革的实施意见》（发改体改〔2019〕1063号），原由新闻出版广电总局主管的中国电影著作权协会等5家行业协会（商会）与國家廣播電視總局分离，依法直接登记、独立运行，剥离行政职能，不再设置业务主管单位。取消对其的直接财政拨款，通过政府购买服务等方式支持其发展。

## 职责
根据《国家广播电视总局职能配置、内设机构和人员编制规定》，广电总局承担下列职能：
1. 贯彻党的宣传方针政策，拟订广播电视、网络视听节目服务管理的政策措施，加强广播电视阵地管理，把握正确的舆论导向和创作导向。
2. 负责起草广播电视、网络视听节目服务管理的法律法规草案，制定部门规章、行业标准并组织实施和监督检查，指导、推进广播电视领域的体制机制改革。
3. 负责制定广播电视领域事业发展政策和规划，组织实施公共服务重大公益工程和公益活动，指导、监督广播电视重点基础设施建设，扶助老少边贫地区广播电视建设和发展。
4. 指导、协调、推动广播电视领域产业发展，制定发展规划、产业政策并组织实施。
5. 负责对各类广播电视机构进行业务指导和行业监管，会同有关部门对网络视听节目服务机构进行管理。实施依法设定的行政许可，组织查处重大违法违规行为。
6. 指导电视剧行业发展和电视剧创作生产。监督管理、审查广播电视节目、网络视听节目的内容和质量。指导、监管广播电视广告播放。
7. 指导、协调广播电视全国性重大宣传活动，指导实施广播电视节目评价工作。
8. 负责推进广播电视与新媒体新技术新业态融合发展，推进广电网与电信网、互联网三网融合。
9. 组织制定广播电视科技发展规划、政策和行业技术标准并组织实施和监督检查。负责对广播电视节目传输覆盖、监测和安全播出进行监管，指导、推进国家应急广播体系建设。指导、协调广播电视系统安全和保卫工作。
10. 开展广播电视国际交流与合作，协调推动广播电视领域走出去工作，负责广播电视节目的进口、收录和管理。
11. 指导广播电视、网络视听行业人才队伍建设。
12. 完成党中央、国务院交办的其他任务。

## 机构设置
根据《国家广播电视总局职能配置、内设机构和人员编制规定》，广电总局设置下列机构：

### 内设机构
- 办公厅
- 政策法规司
- 宣传司
- 电视剧司
- 传媒机构管理司
- 网络视听节目管理司
- 媒体融合发展司
- 科技司
- 安全传输保障司
- 规划财务司
- 公共服务司
- 国际合作司（港澳台办公室）
- 人事司
- 机关党委
- 离退休干部局

### 直属事业单位
- 国家广播电视总局广播电视卫星直播管理中心
- 国家广播电视总局广播科学研究院
- 国家广播电视总局广播电视规划院
- 中广电广播电影电视设计研究院
- 中国广播交响乐团（中国爱乐乐团）（总局直属、广电总台代管）
- 国家广播电视总局机关服务局
- 国家广播电视总局研修学院（培训中心）
- 国家广播电视总局广播影视人才交流中心
- 国家广播电视总局无线电台管理局
- 国家广播电视总局监管中心
- 国家广播电视总局广播影视发展研究中心
- 国家广播电视总局信息中心
- 中国电视艺术委员会[11]

### 直属企业单位
- 中国广播影视出版社有限公司
- 中广传播集团有限公司

### 主管社会团体
- 中国广播电影电视社会组织联合会

## 历任领导
| 局长 1. 聂辰席（2018年3月－2022年6月） 2. 徐麟（2022年6月－2023年2月） 3. 曹淑敏（2023年5月－） 副局长 - 周慧琳（2018年3月－2018年5月） - 张宏森（2018年3月－2019年9月） - 范卫平（2018年5月－2020年1月） - 高建民（2018年6月－2021年8月） - 朱咏雷（2019年12月－2025年2月） - 孟冬（2020年1月－2023年6月） - 杨小伟（2021年8月－2024年1月） - 乐玉成（2022年6月－2023年7月） - 杨国瑞（2023年7月－2025年2月） - 董昕（2024年1月－） - 刘建国（2025年2月－） - 韩冬（2025年4月－） | 党组书记 1. 聂辰席（2018年3月－2022年6月） 2. 徐麟（2022年6月－2022年12月） 3. 曹淑敏（2023年5月－） 党组成员 - 周慧琳（2018年3月－2018年5月） - 张宏森（2018年3月－2019年9月） - 范卫平（2018年5月－2020年1月） - 高建民（2018年6月－2021年8月） - 朱咏雷（2019年12月－2025年2月） - 孟冬（2020年1月－2023年6月） - 杨小伟（2021年8月－2024年1月） - 乐玉成（2022年6月－2023年7月） - 杨国瑞（2023年7月－2025年2月） - 董昕（2024年1月－） |